# 디지털 광원 처리

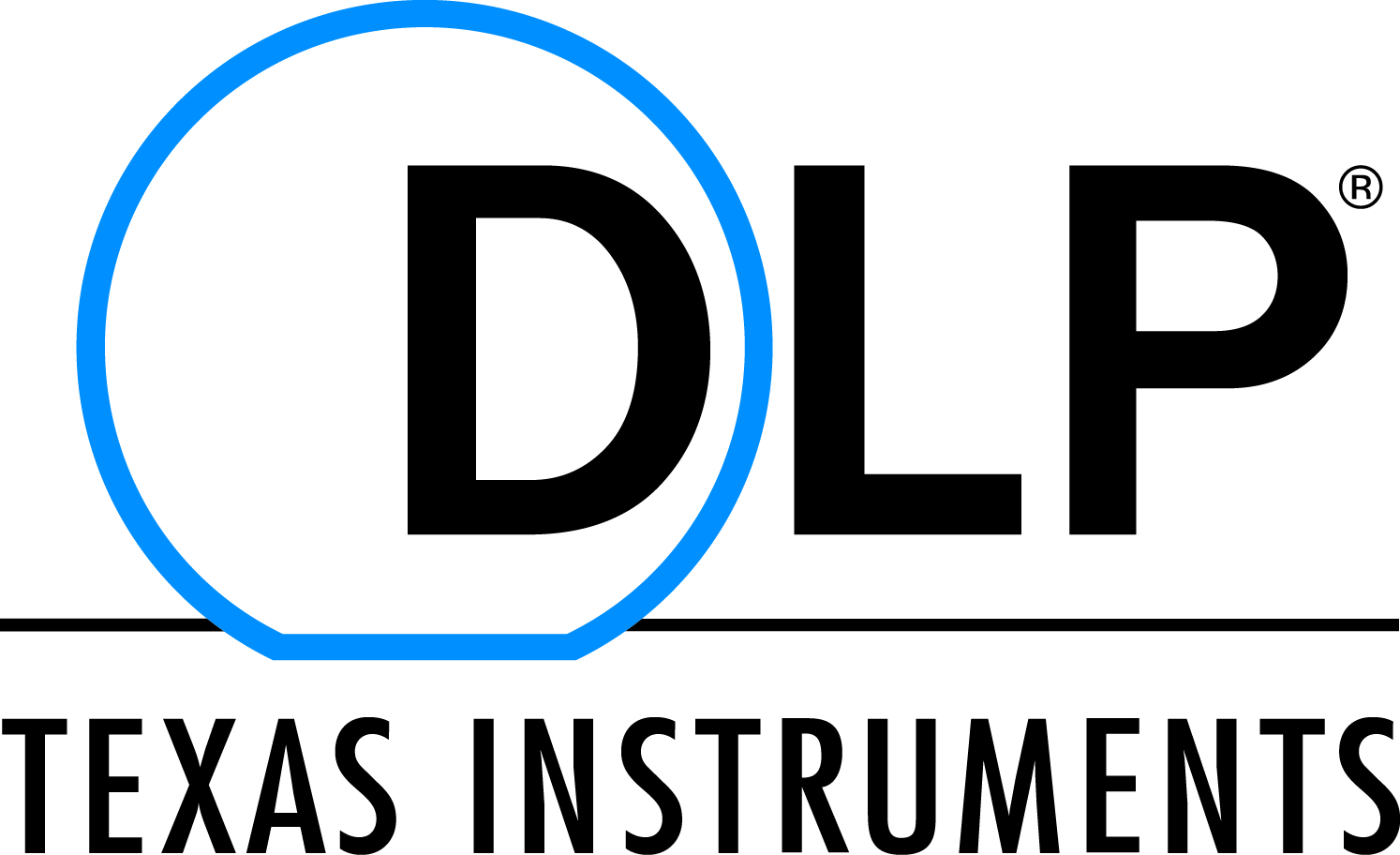
DLP 로고

DLP의 원리 (흑백)

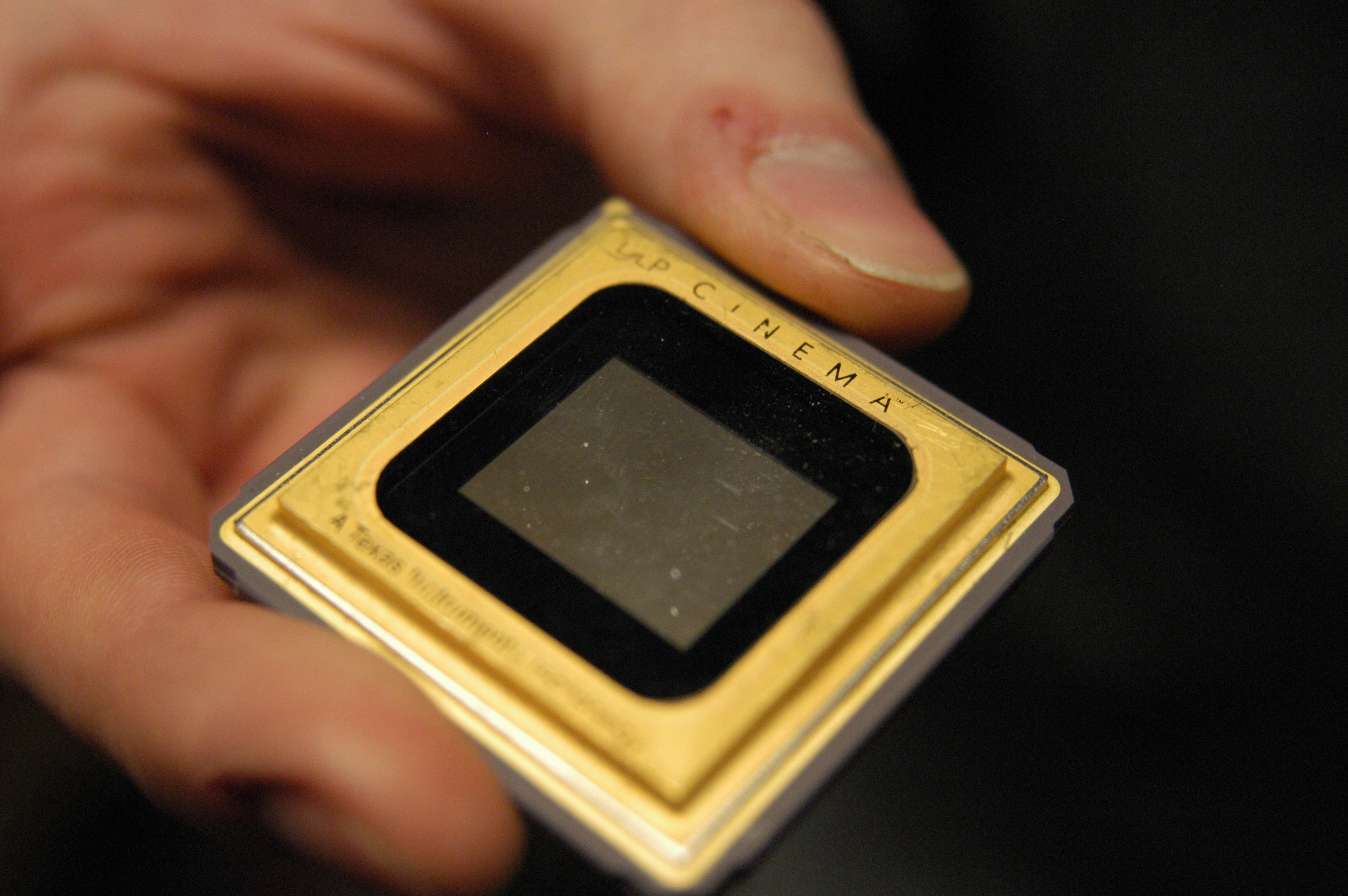
DMD 칩

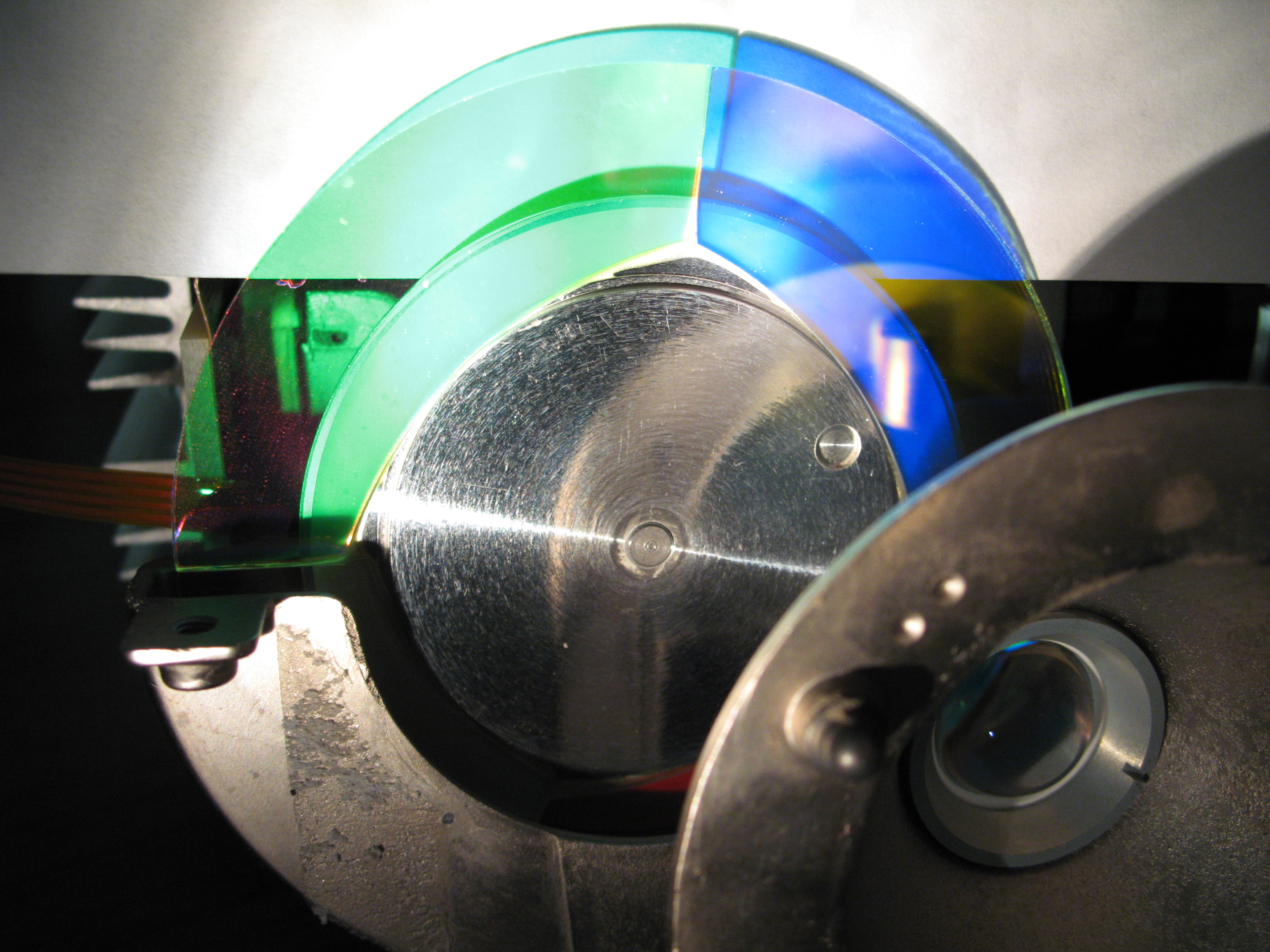
DLP 프로젝터에 내장된 컬러 휠. 인포커스 사 제품이며 RGB Alpha 타입이다. 사진에는 G채널과 B채널이 보인다.

디지털 광원 처리(Digital Light Processing, DLP)는 프로젝터와 영상 프로젝터에 사용되는 기술이다. DLP는 1987년 텍사스 인스트루먼트에 근무하던 래리 혼백(Larry Hornbeck) 박사가 개발했다. 디지털 광원 처리라는 말 그대로 디지털로 처리하기 때문에 깨끗한 영상을 지원한다.

## 디지털 소형 거울 장치
디지털 소형 거울 장치(DMD)는 미세한 전기 반발력을 사용하여 소형 거울을 움직이는 하나의 유닛을 필요한 화소수 만큼 배열한 일종의 모듈이다. DMD의 거울은 1개의 화소를 대표하며, 이러한 거울 수백만 개가 1개의 DMD 칩에 내장되어 있다. 각 거울은 약 10~12도의 광학 기울기 변화량을 가지며 이를 통해 해당 화소에 대한 밝기를 조절하게 된다. 0 과 1로 나뉘기 때문에 중간밝기를 표현하기 힘들다. 부득이하게 밝기를 조정해야 할 경우, 각 거울의 반응시간은 마지막 신호 입력으로부터 적어도 1/1000 S ~ 보통 1/4000 이므로 펄스 폭 제어 디밍 방식을 통해 중간밝기를 구현한다. 이때문에 선형적이지 않고 어두우면 완전히 어둡거나 밝은 구간에 가까워지면 급격히 밝아지는 현상이 있다. 최근의 DLP 프로젝터는 이를 드라이브 칩셋에서 보정한다.

## 동작 방식

### 3판식
3판식 프로젝터에는 3개의 DMD가 있다. 이 DMD는 각각의 원색을 담당하게 되며 어떻게든 3색이 분리되어 입력광원으로 들어오면, 각 DMD에서 화상을 만들어 프리즘으로 보내고, 이어 프리즘에서 따로 들어오는 3개의 빛을 하나로 합쳐 완전한 영상을 구현한다. 구조가 많이 복잡하진 않으면서 밝은 밝기를 구현할 수 있으나, DMD 모듈은 아주 값이 비싸기 때문에 쉽게 적용되기 힘들다.

#### RGB를 따로 나눌 수 있는 광원
특정 색을 가진 광원일 경우, R채널 G채널 B채널 각각에 대해 별도의 광원을 사용하여 DMD 별로 광 회로를 따로 설계한다. 별도의 광 분할 시스템이 없어 크기가 작아지는 이점이 있다. 초기에 메탈 할라이드 렘프가 R,G,B 색상별로 벌브가 생산되어 RGB 채널별로 3개의 HQI 램프를 실장하였으나, 지금은 RGB 채널별로 3개의 파워 LED를 실장한다. 이 덕분에 크기가 많이 작아지게 되었다.

#### 흰색 광원
흰색 광원 중 연색성이 극히 높은 광원을 사용하여, 프리즘에 빛을 투과하여 나온 스펙트럼 중 RGB 만 골라내어 별도의 광회로로 보낸 다음 나머지는 버린다. 광원이 삼파장인 경우는 다이크로익 거울을 이용하여 RGB로 분리한다.

### 단판식
단판식 프로젝터는 1개의 DMD가 있다. DMD는 동작속도가 아주 높기 때문에 1개의 DMD만으로 영상을 구현할 수 있긴 하다. 시간적으로 RGB 순으로 나누는 타입이 있고, RGBAlpha, RGBYAlpha 혹은 CYMK로도 나누기도 한다. 컬러휠은 모든 분할방식을 지원한다. 대신 광원효율이 많이 떨어진다. RGB 광원이면 딱 1/3 정도로 밝기가 떨어지며, 흰색 광원은 제조사의 역량에 달려있다.

#### RGB를 따로 나눌 수 있는 광원
제어 기판(컨트롤 보드)이 광원을 제어하여 1프레임을 3개로 쪼개어 RGB 채널을 투사할 만큼의 시간으로 나누어 순서대로 R채널 화상을 DMD로 보내고 R채널 광원을 켜는 식으로 동작한다. 최근의 '단판식' 피코 프로젝터나 LED 프로젝터는 모두 이런 방식이다. 컬러 휠이 없어 조용하고, 크기가 작아진다.

#### 흰색 광원
컬러 휠이라는 기계를 통해 RGB 혹은 제조사마다 다른 색 분리 기법을 통해 제작된 회전형 필터를 사용한다. 이 필터는 BLDC 서보 모터에 의해 매우 고속으로 회전(초당 최소 60회)하며, 광원에서 오는 빛을 시분할로 색을 나눈다. 이렇게 나뉜 빛은 DMD에 비추어지며, 이때 DMD에도 해당 분할된 영상에 대한 이미지 데이터가 전달되어 투사된다. 이때 어떻게 색을 나누는지는 순전히 제조사의 역량이다. 대체로 RGB로만 나누지만, 더 좋은 밝기와 색상 표현력을 위해 컬러휠의 색상 영역을 더 쪼개기도 한다.

## 무지개 효과

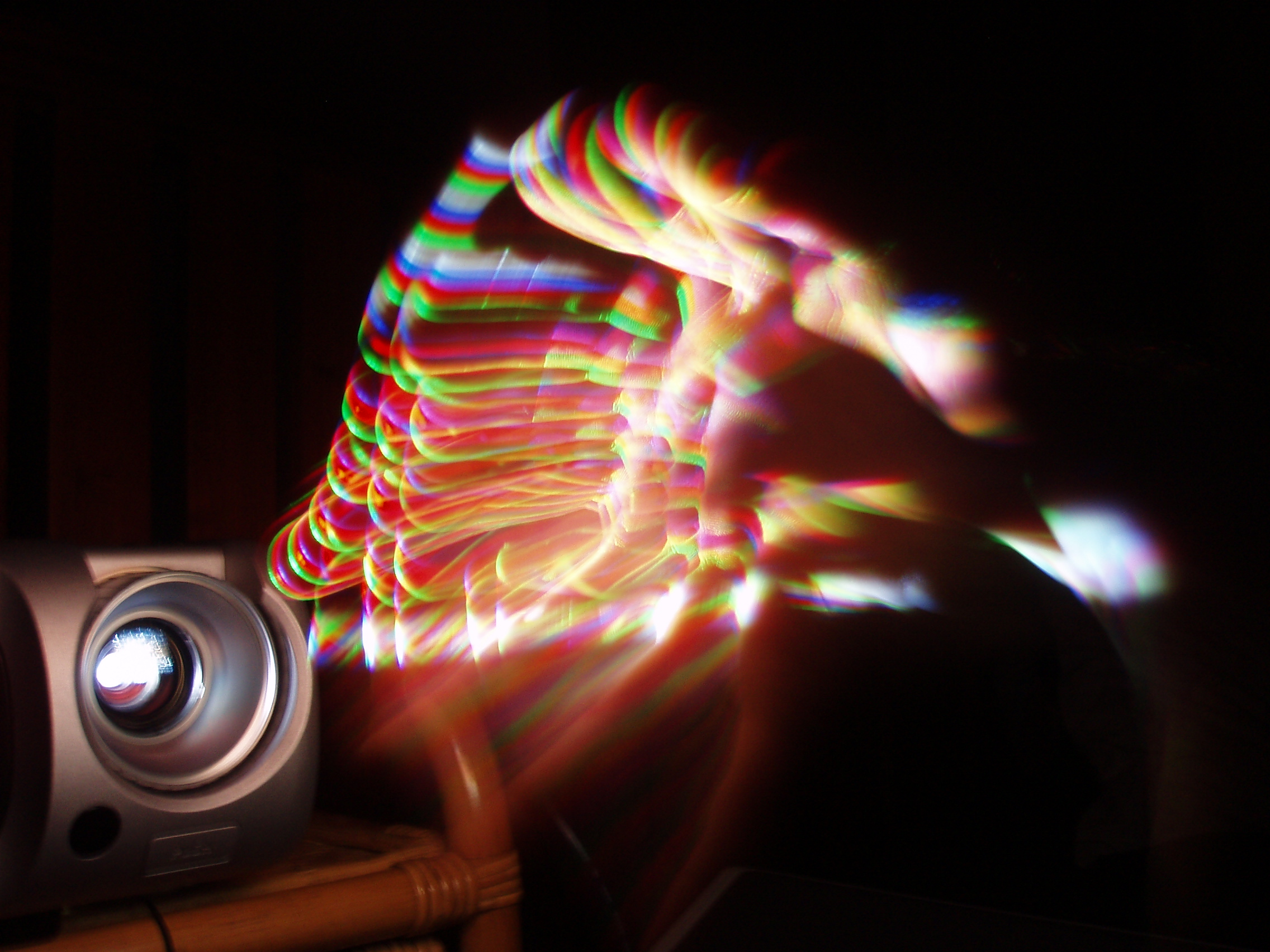
무지개 현상

프로젝터 앞에서 고개를 좌우로 흔들거나 손바닥으로 프로젝터 앞에서 비추어 보면 무지개 빛깔로 영상이 나뉘는 것이 보인다. 이는 단판식 DLP 프로젝터가 시분할로 영상을 출력하는데, 광학적 수광부의 위치가 시간에 따라 이동하면서 다른 지점에 빛이 비추어져 영상이 분리되어 보이기 때문이다. 이 현상은 단판식 DLP 프로젝터에서 필연적으로 발생한다. 이는 컬러 휠의 동작 속도를 높임으로써 해결할 수 있으나, 이 경우 DMD 소자가 계조를 표현하는 속도 또한 더 빠르게 해야 하므로 한계점이 명확해진다.

## 참조
1. ↑  “Texas Business”. 2012년 1월 26일에 원본 문서에서 보존된 문서. 2012년 1월 26일에 확인함.

## 같이 보기
- 프로젝터
- 음극선관 프로젝터 (CRT 프로젝터)
- 액정 프로젝터
- LED 프로젝터
- 핸드헬드 프로젝터
- OLED
- SED
- 플라즈마 디스플레이